# Oper Frankfurt
Oper Frankfurt (Frankfurts Operahus) er et af Europas vigtigste operahuse, hjemsted for Oper Frankfurt (Frankfurteroperaen), den ledende opera i Tyskland. I 2005/2006 havde den tolv premierer, flere end nogen anden europæisk opera har haft. Huset har flere gange modtaget titlen Opera House of the Year.
Mange berømte sangere har startet deres karriere i huset (f.eks. Franz Völker, Edda Moser, Cheryl Studer og Diana Damrau), og det tiltrækker berømte sangere som Christian Gerhaher, som optræder i Monteverdis L'Orfeo, Piotr Beczala i Massenets Werther og Jan-Hendrik Rootering i Wagners Parsifal. 
Huset dannes af sangere som Johannes Martin Kränzle, Juanita Lascarro, Stuart Skelton og flere andre.
Sebastian Weigle er musikdirektør og leder er Bernd Loebe